# Tenodera acuticauda
Tenodera acuticauda är en bönsyrseart som beskrevs av Yang 1997. Tenodera acuticauda ingår i släktet Tenodera och familjen Mantidae. Inga underarter finns listade i Catalogue of Life.